# دايسوكي ناكاي
دايسوكي ناكاي (باليابانية: 中井大介؛ بالكانا: なかい だいすけ) هو لاعب كرة قاعدة ياباني، ولد في 27 نوفمبر 1989 في إيسه في اليابان.

## وصلات خارجية
- دايسوكي ناكاي على موقع الدوري الياباني لكرة القاعدة (الإنجليزية)
- دايسوكي ناكاي على موقعبيزبول رفرنس.كوم (الدوري الثانوي) (الإنجليزية)